# Il·lusió lunar
S'anomena il·lusió lunar al fenomen pel qual la Lluna (i també el Sol), depenent de si la seva posició està propera al zenit o de l'horitzó, sembla de diferent grandària encara que no hi ha causes físiques, astronòmiques o òptiques que expliquin aquesta diferència amb exactitud, per la qual cosa avui en dia les seves possibles explicacions segueixen en discussió. S'ha conegut des de l'antiguitat i gravat per diverses cultures.

## Prova de la il·lusió
Existeix una creença popular, que es remet almenys fins a Aristòtil al segle IV a. de C., sosté que la Lluna sembla més gran quan es troba prop de l'horitzó a causa d'una magnificació real causada per l'atmosfera de la Terra. Això no és cert, si bé l'atmosfera canvia el color percebut de la Lluna, aquesta no la magnifica o encongeix.
Una forma simple de demostrar que l'efecte és una il·lusió és sostenir un objecte petit amb el braç completament estès i posicionar-ho al costat de la Lluna propera a l'horitzó. Quan la Lluna es trobi en un punt més alt en el cel es repeteix la comparació amb l'objecte petit per constatar que no ha existit un canvi en grandària de la Lluna.

## Grandària angular i percepció de la grandària

Grandària angular i percepció de la grandària.

Per a la correcta percepció de la grandària d'un objecte, és important disposar també d'informació correcta sobre la distància real al observador. El cervell humà calcula la grandària dels objectes a partir de la grandària de la imatge projectada en la retina (el grandària angular) i del coneixement disponible sobre la seva distància (llei d'Emmert), atès que un objecte més proper a la retina produeix una imatge de major grandària que un més allunyat, el cervell, emprant l'experiència, interpreta que està més a prop. Com la Lluna està sempre a una distància constant durant la mateixa nit, el suposat canvi de grandària de la Lluna depenent de la seva proximitat a l'horitzó és una il·lusió.
Les fallades de la percepció de la grandària ocorren principalment quan existeix una falsa estimació de la distància: prenent un objecte (D) a la distància (f) que produeix una imatge en la retina de la grandària (A), si la distància s'estima erròniament com (i), pot percebre's com si fos més petit del que és (C), doncs un objecte d'aquesta grandària a aquesta distància produiria una imatge de la mateixa grandària (A). Un exemple d'això és la Lluna en la seva zenit o l'anomenat ?efecte dels cotxes de joguina?: quan es mira des d'una torre alta, per falta d'experiència, se subestima la distància i els cotxes semblen més petits, com a cotxes de joguina.
De forma inversa: un objecte (C) a una distància (i) que produeix una imatge (B) en la retina, i la distància de la qual s'interpreta erròniament com (f), es percebrà d'una grandària major al real (D). Un exemple és la «Lluna en l'horitzó». Entre la Lluna i l'observador pot haver-hi molts objectes (cases, arbres, muntanyes -més informació sobre la profunditat) que entre la lluna a la part alta del cel i l'espectador, cas en el qual la distància pot sobreestimar-se. Si s'estima major la distància a l'objecte però la grandària de la imatge en la retina és el mateix, l'objecte es percep com de major grandària, per mantenir la coherència. Per aquesta causa, la Lluna (o el Sol) poden percebre's com de major grandària quan estan en la proximitat de l'horitzó.

## El firmament aplatat

El firmament aplatat

La grandària real de la Lluna en les rodalies del zenit no es percep correctament. Tots els astrònoms saben, que la Lluna té un diàmetre molt més gran (3.476 km), del que la lleugerament defectuosa percepció humana permet apreciar. Per aquesta causa apareix l'apreciació incorrecta de la distància: l'enorme distància (aproximadament 385.000 km) de la Lluna no és perceptible per a l'home, però la «Lluna en l'horitzó» sembla més propera que quan està a la part alta del firmament. A causa de la presència d'informació de referència (arbres, cases, etc.) al costat de la visió de la línia de l'horitzó i de l'absència d'aquestes referències al capdamunt fa que el cel, en el qual semblen estar suspeses la Lluna, el Sol i els estels, sembli aplatat. Atès que en tots dos casos la grandària de la imatge en la retina és el mateix, a causa de la diferent percepció de les distàncies semblaria més gran la Lluna en l'horitzó i menor en les proximitats del zenit.
A causa de la forma aplatada del firmament també els estels d'algunes les constel·lacions, com la del Cigne es perceben com més disperses, perquè la constel·lació completa sembla més gran, quan està en la proximitat de l'horitzó que quan està al costat del zenit: la seva grandària sembla disminuir progressivament quan per exemple es desplaça durant la nit de l'horitzó oest a la rodalia del zenit. Hi ha un canvi de grandària linear i continu depenent de la seva posició en el cel en les constel·lacions, encara que no és tan clar en la Lluna o el Sol.